# Ahoj, mami, zatím!
Ahoj, mami, zatím! (v korejském originále 하이바이, 마마!, Haibai, Mama!) je šestnáctidílný jihokorejský televizní seriál z roku 2020, v němž hrají Kim Tä-hi, I Gju-hjong a Ko Po-kjol. Vysílal se na stanici tvN od 22. února do 19. dubna 2020 v sobotu a neděli ve 21.10.

## Obsazení
| Kim Tche-hi | Čcha Ju-ri    |
| I Gju-hjong | Čcho Kang-hwa |
| Ko Po-kjol  | O Min-džong   |